# As Três Irmãs (série de televisão)
As três irmãs ( hangul: 작은 아씨들; rr: Jag-eun Assideul ) é uma série de televisão sul-coreana dirigida por Kim Hee-won e estrelada por Kim Go-eun, Nam Ji-hyun e Park Ji-hu lançada em 2022. A série foi ao ar do dia  3 de setembro a 9 de outubro de 2022,  passando aos sábados e aos domingos da tvN às 21:10 ( KST ).  Também está disponível para streaming na plataforma Netflix em regiões selecionadas. 

## Sinopse
A série retrata o zelo de três irmãs pobres; In-joo, In-hye e In-kyung por dinheiro, independência e amor. Um dos amigos supostamente mortos das irmãs deixou 70 bilhões de wons para ela, mas as pessoas por trás disso, a família mais rica da Coreia, farão de tudo para impedi-las

## Episódios
| N.º na série | N.º na temp. | Título        | Dirigido por | Escrito por      | Exibição original      |
| --- | ------------ | ------------- | ------------ | ---------------- | ---------------------- |
| 1 | 1            | "Episódio 1"  | Kim Hee-won  | Jeong Seo-kyeong | 3 de setembro de 2022  |
| Oh In-joo busca ajuda de uma colega de trabalho após um incidente com a mãe que a deixa sem dinheiro. Oh In-kyung investiga um caso de quatro anos atrás.                  |              |               |              |                  |                        |
| 2 | 2            | "Episódio 2"  | Kim Hee-won  | Jeong Seo-kyeong | 4 de setembro de 2022  |
| Após descobrir o segredo surpreendente de Jin Hwa-young, In-joo suspeita que um diretor financeiro seja o responsável pelo esquema de assassinato.                         |              |               |              |                  |                        |
| 3 | 3            | "Episódio 3"  | Kim Hee-won  | Jeong Seo-kyeong | 10 de setembro de 2022 |
| In-kyung faz um escândalo na festa de comemoração do prêmio que Park Hyo-rin ganhou. In-joo faz uma visita a um hospital para entregar uma orquídea e pedir um conselho.   |              |               |              |                  |                        |
| 4 | 4            | "Episódio 4"  | Kim Hee-won  | Jeong Seo-kyeong | 11 de setembro de 2022 |
| Em um jardim secreto, Won Sang-a pede a Oh In-hye que desenho seu retrato. In-joo e In-kyung discutem sobre o dinheiro encontrado.                                         |              |               |              |                  |                        |
| 5 | 5            | "Episódio 5"  | Kim Hee-won  | Jeong Seo-kyeong | 17 de setembro de 2022 |
| In-joo e In-kyung arranjam novos empregos e buscam respostas para algumas perguntas. Sang-a faz uma viagem de última hora e acaba provocando uma reação inesperada.        |              |               |              |                  |                        |
| 6 | 6            | "Episódio 6"  | Kim Hee-won  | Jeong Seo-kyeong | 18 de setembro de 2022 |
| In-joo e In-hye precisam tomar uma decisão depois de encontrarem uma evidência surpreendente. In-kyung enfrenta as consequências de atrair a atenção da mídia.             |              |               |              |                  |                        |
| 7 | 7            | "Episódio 7"  | Kim Hee-won  | Jeong Seo-kyeong | 24 de setembro de 2022 |
| Ainda se recuperando dos últimos eventos, as irmãs precisam refletir sobre o passado para tentar encontrar a verdade. In-kyung descobre um segredo e In-joo bola um plano. |              |               |              |                  |                        |
| 8 | 8            | "Episódio 8"  | Kim Hee-won  | Jeong Seo-kyeong | 25 de setembro de 2022 |
| In-joo viaja e é recebida de maneira surpreendente, o que a deixa ainda mais confusa. In-hye e Hyo-rin tentam ajudar Sang-a, que foi trancada em casa.                     |              |               |              |                  |                        |
| 9 | 9            | "Episódio 9"  | Kim Hee-won  | Jeong Seo-kyeong | 1 de outubro de 2022   |
| In-joo corre perigo após a visita de uma mulher misteriosa. In-kyung tenta fazer um acordo para salvar a irmã mais velha.                                                  |              |               |              |                  |                        |
| 10 | 10           | "Episódio 10" | Kim Hee-won  | Jeong Seo-kyeong | 2 de outubro de 2022   |
| Park Jae-sang enfrenta uma ameaça. In-hye e Hyo-rin conseguem ajuda para tentar um recomeço. In-kyung descobre uma maneira de revelar a verdade.                           |              |               |              |                  |                        |
| 11 | 11           | "Episódio 11" | Kim Hee-won  | Jeong Seo-kyeong | 8 de outubro de 2022   |
| Jae-sang toma uma decisão drástica e as irmãs precisam enfrentar a ira de uma antiga ameaça que está ainda mais forte.                                                     |              |               |              |                  |                        |
| 12 | 12           | "Episódio 12" | Kim Hee-won  | Jeong Seo-kyeong | 9 de setembro de 2022  |
| Uma aparição bombástica causa alarde durante o julgamento de uma das irmãs. Fortes emoções vêm à tona quando as últimas perguntas são respondidas.                         |              |               |              |                  |                        |

## Indicações
| Cerimônia da premiação                   | Ano  | Categoria                                 | Nominado / trabalho | Resultado | Ref.   |
| ---------------------------------------- | ---- | ----------------------------------------- | ------------------- | --------- | ------ |
| Kinolights Awards                        | 2022 | Korean Actress Of The Year                | Kim Go-eun          | 4°        | [ 6 ]  |
| Kinolights Awards                        | 2022 | Korean Drama Of The Year                  | As Três Irmãs       | 4°        | [ 6 ]  |
| APAN Star Awards                         | 2023 | Drama of the Year                         | As Três Irmãs       | Venceu    | [ 7 ]  |
| APAN Star Awards                         | 2023 | Excellence Award, Actress in a Miniseries | Uhm Ji-won          | Venceu    | [ 7 ]  |
| Asia Contents Awards & Global OTT Awards | 2023 | Best Creative                             | As Três Irmãs       | Indicado  | [ 8 ]  |
| Asia Contents Awards & Global OTT Awards | 2023 | Best Writer                               | Jeong Seo-kyeong    | Indicado  | [ 8 ]  |
| Baeksang Arts Awards                     | 2023 | Best Drama                                | As Três Irmãs       | Indicado  | [ 9 ]  |
| Baeksang Arts Awards                     | 2023 | Best Director                             | Kim Hee-won         | Indicado  | [ 9 ]  |
| Baeksang Arts Awards                     | 2023 | Best Screenplay                           | Jeong Seo-kyeong    | Indicado  | [ 9 ]  |
| Baeksang Arts Awards                     | 2023 | Technical Award                           | Ryu Seong-hui       | Venceu    | [ 10 ] |
| Bechdel Day                              | 2023 | The Bechdel Day 2023 series               | As Três Irmãs       | Top 10    | [ 11 ] |
| Bechdel Day                              | 2023 | Person of the Year (Producer)             | Cho Moon-ju         | Venceu    | [ 11 ] |

## Recepção

### Resposta crítica
As Três Irmãs tem uma taxa de aprovação de 100% no site agregador de avaliações Rotten Tomatoes, com base em 5 avaliações, e uma classificação média de 8,5/10.